# Amaranthus arenicola
Amaranthus arenicola I.M.Johnst., 1948 è una pianta della famiglia Amaranthaceae.
Si trova in molti stati degli Stati Uniti. È una specie annuale presente in zone sabbiose, vicino alvei, laghi e campi. È originaria del centro o del sud delle Grandi Pianure, dal Texas al Dakota del Sud, ed è stata introdotta in altre aree. Può crescere fino a raggiungere i 2 metri di altezza.